# 639292 Szabózoltán
639292 Szabózoltán è un asteroide della fascia principale. Scoperto nel 2003, presenta un'orbita caratterizzata da un semiasse maggiore pari a 3,144973 UA e da un'eccentricità di 0,110573, inclinata di 9,793697° rispetto all'eclittica.